# Daniel Perdrigé
Daniel Perdrigé, né le 27 décembre 1905 dans le 11e arrondissement de Paris et mort le 15 décembre 1941, est un résistant français de la Seconde Guerre mondiale qui a été fusillé comme otage au Mont-Valérien. Membre du Parti communiste français, il est un personnage historique pour la ville de Montfermeil, dont il a été le maire de 1936 à 1939.

## Biographie

### Jeunesse
Daniel Perdrigé naît le 27 décembre 1905 dans le 11e arrondissement de Paris. Sa mère s'appelle Annette Schieff, juive d’origine polonaise, née à Wilno, en Lituanie, et exerce la profession de modiste. Son père est Roger Perdrigé, employé de commerce, et fils de commerçants catholiques. Il est originaire de la ville de Vienne dans le centre de la France. Daniel Perdrigé a aussi une sœur, Charlotte Perdrigé, qui est née le 4 septembre 1908. Toute la famille vit à Paris. Quand il rencontre sa femme, ils déménagent dans le 10e arrondissement de Paris. Il est employé à la banque de Paris puis de la banque des Halles.
Animateur du comité de chômeurs, il adhère au Parti communiste en 1934 et devint très vite membre du bureau de section local et du bureau régional. 

### Engagement politique
Avant de devenir maire, Daniel Perdrigé est employé de banque et de bourse. Il est militant communiste, conseiller municipal puis enfin maire de Montfermeil. Il est aussi conseiller d'arrondissement du Raincy en 1937.
Il est candidat aux élections municipales en 1934 et élu conseiller municipal à celles de 1935. Il est alors, à l'époque, employé de banque. Entretemps, il a participé à un mouvement de grève en juin 1936. C'est à la suite de cet événement qu'il devient délégué du personnel.

### Mandat à la mairie de Montfermeil
Après une dissolution en 1936 à la suite de l’impossibilité de voter le budget du conseil municipal, il conduit la liste communiste au premier tour, puis celle du Front populaire au second le 9 août de cette même année. Il est le seul communiste élu[réf. nécessaire]. Le nouveau conseil municipal se réunit le 14 août, et le porte au fauteuil de maire. 
Pendant qu'il est au conseil municipal, il propose de construire un groupe scolaire aux Coudreaux et intervient pour demander la remise en service de la cantine scolaire de Franceville qui ne fonctionne plus. Il défend les chômeurs de la ville et en 1936 et il milite pour l'augmentation progressive des taxes en fonction des revenus de chacun.
Daniel Perdrigé propose le nom d’un grand écrivain antifasciste, Henri Barbusse, mort le 30 août 1935, comme nouveau nom pour une rue principale. Cette proposition est adoptée par 11 voix contre 5 et 2 abstentions, et la Grande Rue devient la rue Henri-Barbusse.
Il obtient aussi l'accord du conseil le 22 décembre 1936 pour créer un centre anti-cancéreux dépendant de l’hôpital de Montfermeil. Il décide de remplacer le personnel religieux après leur départ par un personnel laïque[réf. nécessaire].
Il est révoqué de ses fonctions le 5 octobre 1939 par le cinquième gouvernement Daladier, comme l’ensemble des municipalités communistes.

### Seconde Guerre mondiale
Daniel Perdrigé remplit ses devoirs militaires et échappe à la captivité le 22 juin 1940. Lorsque l'armistice est signé, il est en zone libre. 
À la suite de la loi du 20 janvier 1940 prononçant la déchéance de mandat des élus communistes, il perd ses fonctions de conseiller d’arrondissement.
Il est soupçonné de poursuivre illégalement son activité communiste, et de distribuer des tracts. Informé des risques d’arrestation, il reste cependant à son domicile. Le 28 décembre 1940, le préfet de Seine-et-Oise signe à son encontre un arrêté d'internement pour activités répréhensibles. Il est donc arrêté en avril et interné à la prison du Cherche-Midi, puis au camp d’Aincourt, ensuite au camp de Royallieu à Compiègne et enfin au fort de Romainville le 10 décembre 1941.
Le 15 décembre 1941, Daniel Perdrigé est fusillé comme otage au Mont-Valérien par les autorités allemandes en représailles des attentats des 28 novembre et 7 décembre 1941, en même temps que Gabriel Péri. La presse locale n’annonce pas son décès qui n’est connu que par le bouche à oreille.
Sa sœur, Charlotte Perdrigé, membre de l’Intelligence Service, est arrêtée à Paris et déportée.

## Hommages posthumes
Après sa mort, plusieurs hommages lui ont été rendus.
- Charlotte Perdrigé s'engage dans la Résistance pour venger son frère.

- À l'occasion du 41e anniversaire de sa mort, une stèle est officiellement érigée devant le nouvel hôtel de ville de Montfermeil pour honorer son martyre, cérémonie qui se déroule le 16 décembre 1982 à 19h30. La stèle porte la mention : « à la mémoire de Daniel Perdrigé, maire de Montfermeil de 1936 à 1939 »[7].

- Les mairies de Montfermeil, Noisy-le-Grand et Neuilly-Plaisance ont attribué son nom à une rue.

- Une cérémonie a été faite en sa mémoire le 14 décembre 2015 devant l'Hôtel de Ville de Montfermeil par le collectif Montfermeil Front de Gauche[1].